# Ункей
Ункей (яп. 運慶, うんけい; 1151 (?) — 3 січня 1223) — японський скульптор 13 століття, періоду Камакура. Вважається найяскравішим митцем школи Кей, засновником реалістичного стилю в японській храмовій скульптурі.

## Життєпис
Ункей народився близько 1151 року у сім'ї Кокея, 5-го голови школи скульпторів Кей, яка походила від майстра 11 століття Дзьотьо. На той час ця школа знаходилася у Нарі, при монастирі Кофукудзі, і поступалася ступенем популярності кіотським школам Ін та Ен, які користувалися опікою могутньої столичної аристократії. Проте наприкінці 12 століття на японській політичній арені з'явилися самураї, котрі заснували свій уряд в Камакурі і почали поступово займати нішу аристократів. Дорослий Ункей отримав патронат в особі самурайських можновладців і обійшов столичних конкурентів. У зрілому віці він працював у Нарі, виборюючи собі всеяпонське визнання і отримуючи високі чернечі пости соґої, хоккьо, хоґен і хоїн. Наприкінці життя безперервно виконував замовлення Камакурського сьоґунату. Помер майстер 3 січня 1223 року.
Письмові джерела повідомляють про велику кількість робіт Ункея, серед яких до сьогодні збереглося лише декілька. Серед них найвідоміші такі:
- Статуя будди Вайрочани з монастиря Ендзьодзі в Нарі[1] (1176)
- Статуї будди Амітабхи, Ачали і небесного короля Вайшравани у монастирі Кандзьодзюїн, уСідзуоці[2] (1189)
- Триптих будди Амітабхи, Ачали і небесного короля Вайшравани з монастиря Дзьоракудзі, у Йокосука[3] (1189)
- Статуї восьми слуг Ачали з Залу Ачали монастиря Конґобудзі в Коя[4] (1197)
- Статуї будди Майтреї, мислителів Асанги (Мудзяку) і Васубандху (Сесіна) з Північного круглого Залу монастиря Кофукудзі в Нарі[5](1212)
- Статуя Ваджрапані з Тодайдзі в Нарі (1203, спільно з Кайкей).

Ункей був піонером реалізму в японській скульптурі. На противагу аристократичній чупурній естетиці і шаблонній техніці зображення живих істот, яка оформилася на початок 12 століття, майстер створював нову самурайську естетику і дотримувався вільного стилю. Його образи — це переважно кремезні чоловіки, з величними обличчями і міцною статурою. Монументальний стиль Ункея нагадував класичну скульптуру часів Темпьо. Його продовжували розвивати діті і учні майстра, такі як Танкей і Кайкей. Стиль Ункея справив вплив на розвиток східнояпонської храмової скульптури, заклавши підвалини так званого «камакурського стилю».

## Галерея

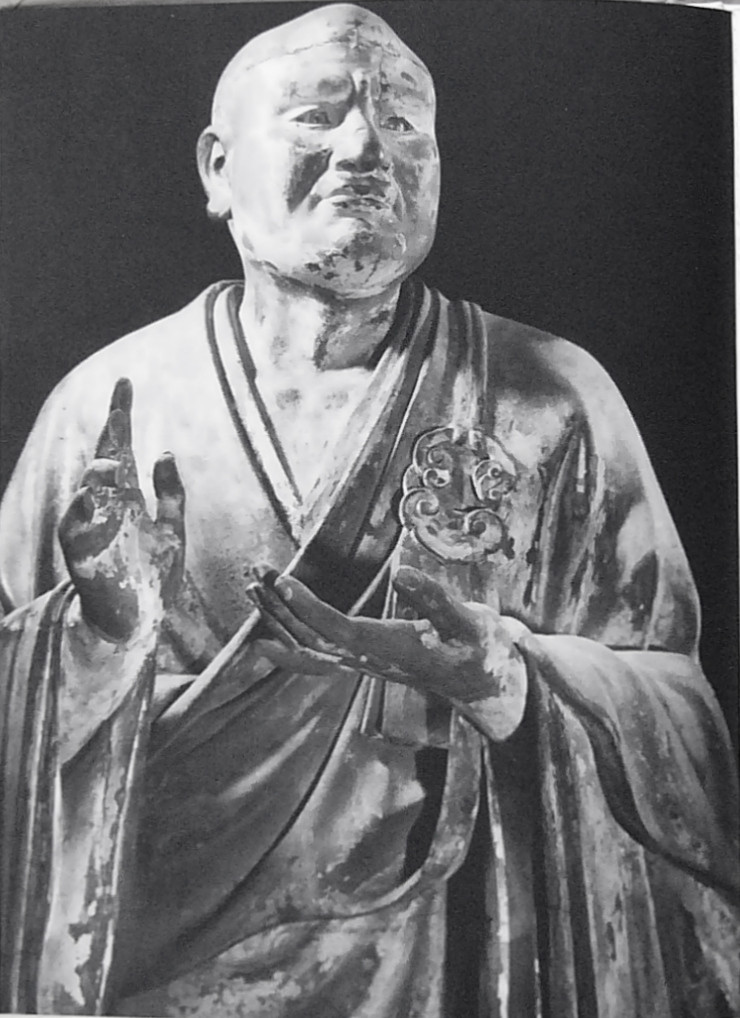
Васубандху (Сесін)